# 苏格兰教会办事处

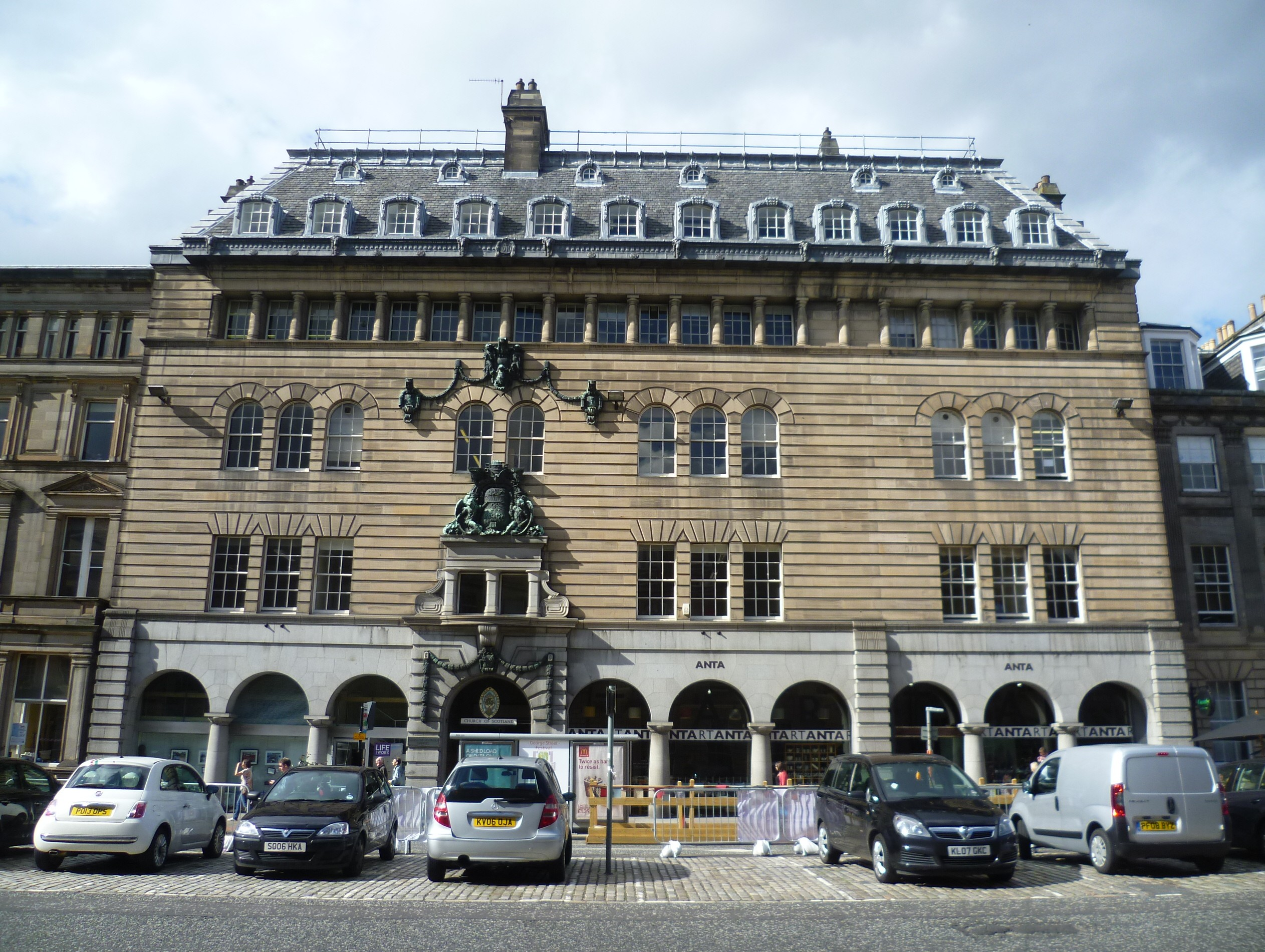
苏格兰教会办事处

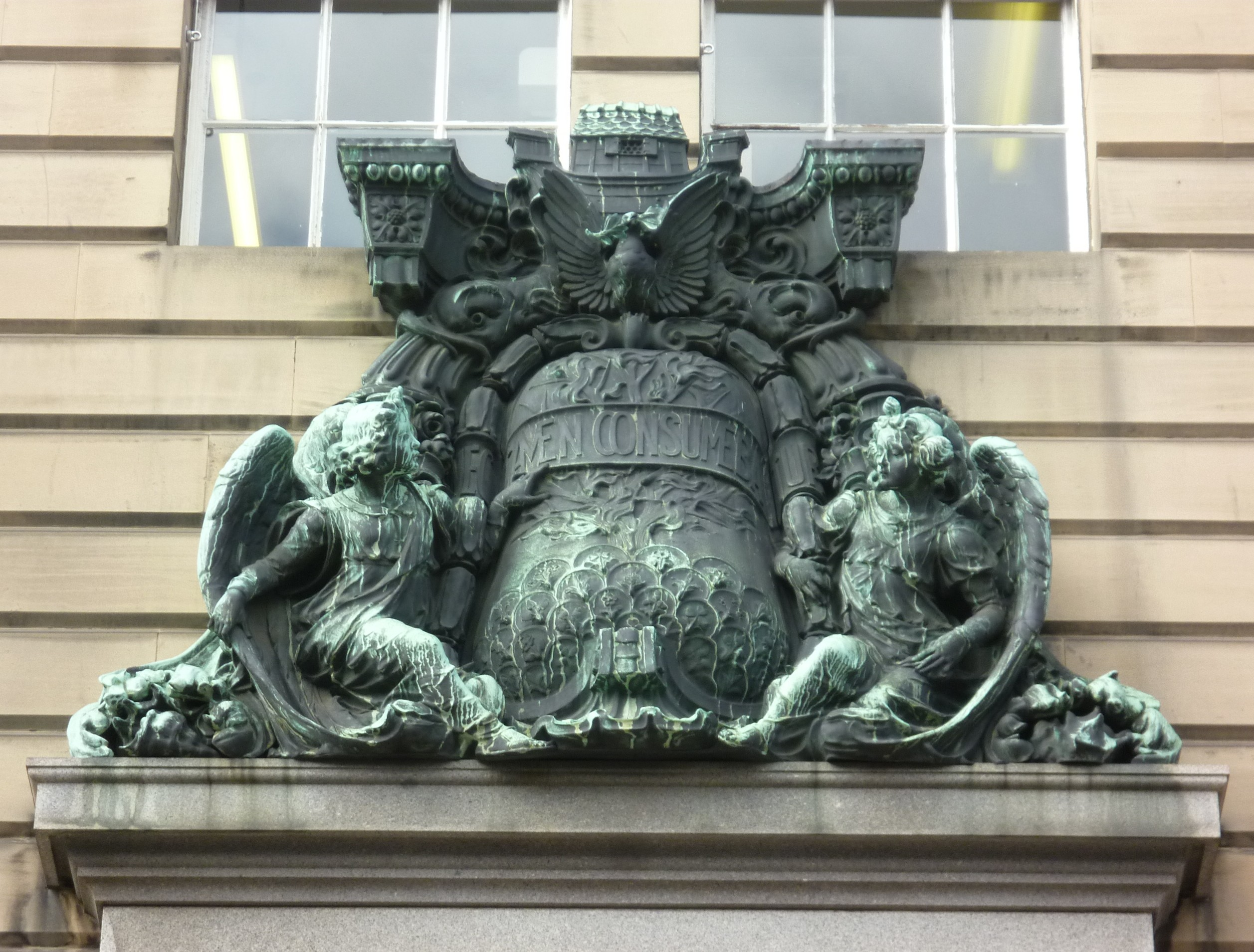

苏格兰教会办事处（Church of Scotland offices）位于苏格兰爱丁堡市中心的爱丁堡新城的乔治街121号。这些雄伟的建筑在教堂中被称为“一二一”。它们由建筑师悉尼·米切尔以斯堪的纳维亚风格设计，建于1909 - 1911年，当时属于苏格兰联合自由教会。1929年苏格兰教会和苏格兰联合自由教会联合后，该教会办事处此后被新联合的教会使用。
1930年代，在其东侧的乔治街119号进行了扩建，包括一楼的书店。西侧的乔治街123号也属于苏格兰教会，也被并入办事处。教会办事处还在主入口附近设有一座小教堂，地下室设有工作人员食堂。